# Реакторна установка
Реа́кторна устано́вка (РУ) — комплекс конструкцій, систем і елементів, призначений для перетворення енергії ядерної реакції в теплову, що включає, як правило, реактор та безпосередньо пов'язані з ним системи, необхідні для його нормальної експлуатації, аварійного захисту (АЗ) та підтримки у безпечному стані за умови виконання необхідних допоміжних та забезпечувальних функцій іншими системами станції, відповідні керувальні системи, а також системи перевантаження ядерного палива. Межі реакторної установки, а також систем аварійного охолодження встановлюються в проєкті кожного енергоблоку. Межі РУ визначаються Генеральним конструктором РУ, Генеральним проєктувальником і Науковим керівником

## Склад реакторної установки
У водо-водяних реакторах у реакторну установку входять:
- Ядерний реактор;
- Трубопроводи 1-го контуру (ГЦТ);
- Парогенератори (ПГ);
- Компенсатор об'єму — (КТ — компенсатор тиску);
- Головні циркуляційні насоси — (ГЦН);
- Головні запірні засувки — (ГЗЗ), тільки у ВВЕР-440 та «несерійних» ВВЕР-1000, згодом від них відмовилися.

## Проєктування, розробка і будівництво

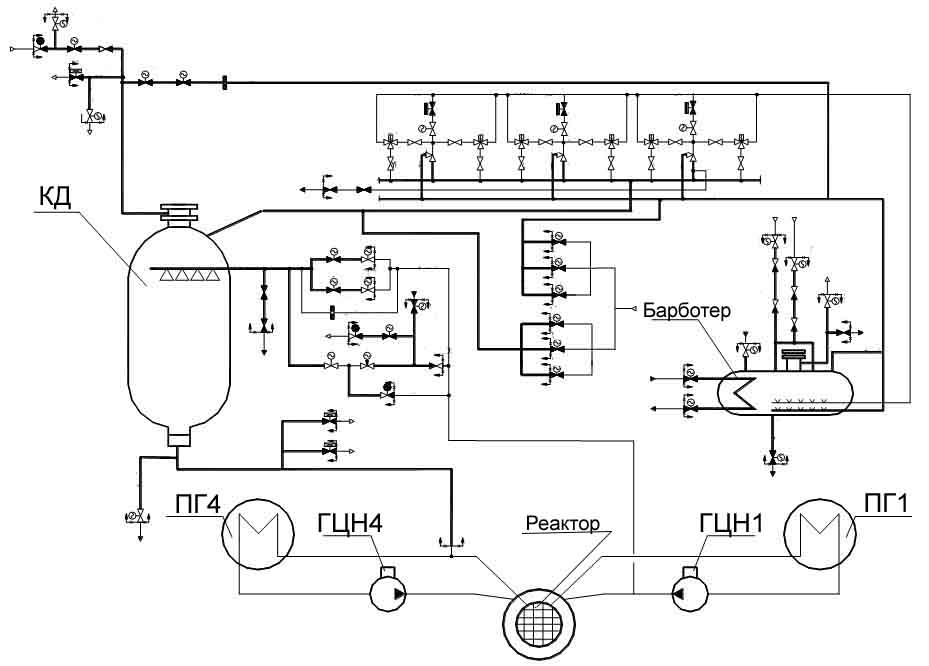
Технологічна схема системи реакторної установки з реактором ВВЕР-1000/320.

Генеральним конструктором РУ (Розробником реакторних установок) для реакторів ВВЕР є ДКБ «Гідропрес» (м. Подольськ, Московської області Росія);

Генеральним проєктувальником АС — Київський інститут «Енергопроект» (Київ), СПб «Атоменергопроект» (Москва);

Науковим керівником — Курчатовський інститут (Москва);

Підприємства виробники обладнання:
- реактор, компенсатор тиску — ВО «Іжорський завод» (м. Санкт-Петербург), ВО «Атоммаш» (м. Волгодонськ) (Росія);
- ГЦН — НВО ім. Фрунзе[6] (м. Суми);
- теплообмінне обладнання (в тому числі парогенератори) — ЗіО-Подольськ[7] (м. Подольськ, Московської області Росія).

Як правило на 1 тип реактора виготовляють кілька типів реакторних установок, які і визначають конструкцію блоку АЕС. Блоки АЕС з одним типом РУ дуже схожі.
Наприклад для АЕС з реактором ВВЕР-440 розроблено 3 типи блоків з різними РУ:
- з РУ В-179
- з РУ В-230;
- з РУ В-213;
- з РУ В-270.

Для АЕС з реактором ВВЕР-1000, станом на 2010 рік, розроблено 6 типів блоків з різними РУ:
- з РУ В-187;
- з РУ В-320;
- з РУ В-338;
- з РУ В-412;
- з РУ В-428;
- з РУ В-446.

У технічній документації пишеться: «ВВЕР-440/В-230», «ВВЕР-1000/В-320», «ВВЕР-1500/В-448» і т. д.

## Проєкти реакторних установок
На 2010 рік на різних стадіях розробки знаходяться проєкти РУ:
- РУ В-392[4] з ВВЕР — 1000 МВт;
- РУ В-448 з ВВЕР — 1500—1600 МВт;
- РУ В-466Б з ВВЕР — 1000 МВт, (проєкт АЕС-92), розробник — «Атоменергопроект» (Москва)[8];
- РУ В-392М з ВВЕР — 1200 МВт, (проєкт АЕС-2006, 1-й та 2-й блоки 2-ї Нововоронезької АЕС)[8];
- РУ В-491 з ВВЕР — 1200 МВт, (1-й та 2-й блоки 2-ї Ленінградської АЕС)[8];
- РУ В-488 з ВВЕР — 1300 МВт;
- РУ В-498 з ВВЕР — 600 МВт;
- РУ В-407 з ВВЕР — 640 МВт;
- РУ В-478 з ВВЕР — 300 МВт.